# Getter (диджей)
Таннер Петулла, более известный под псевдонимом Getter — американский диджей, музыкальный продюсер, битмейкер, хип-хоп-исполнитель, актёр и комик из Сан-Хосе (штат Калифорния). Также исполняет хип-хоп под псевдонимом Terror Reid. В 2012 году был подписан диджеем Datsik на лейбл Firepower Records, на котором вышел в 2013 году дебютный альбом I Want More. Помимо него, Getter также сотрудничает с лейблами OWSLA и Rottun Recordings. За свою карьеру сотрудничал с такими исполнителями как Datsik, Skrillex, Borgore, и Suicideboys. В 2017 году запустил собственный лейбл и бренд одежды Shred Collective. Второй альбом, Visceral, вышедший в 2018 году, занял 18-е место в чарте US Dance/Electronic Albums.

## Дискография
Студийные альбомы
- I Want More (2013)
- Visceral (2018)